# Волощук Володимир Микитович
Волощук Володимир Микитович (нар. 7 грудня 1943, Красноград — пом. 29 січня 2022, Красноград) — український композитор, диригент-хормейстер, 1973—2014 рр. керівник Народного ансамблю бандуристів красноградського районного Будинку культури. Заслужений працівник культури України (1998 р.), Почесний громадянин Краснограда і Красноградщини. Жив та працював у Краснограді.
| українська персоналія | Це незавершена стаття про особу, що має стосунок до України. Ви можете допомогти проєкту, виправивши або дописавши її. |